# Vingt regards sur l’enfant-Jésus
Vingt Regards sur l’Enfant-Jésus ist ein Klavierzyklus des französischen Komponisten Olivier Messiaen. Der französische Titel bedeutet übersetzt etwa „Zwanzig Blicke auf das Jesuskind“.
Der Werkzyklus wird als eine der wichtigsten Kompositionen des 20. Jahrhunderts für Klavier angesehen und wurde zwischen dem 23. März und 8. September 1944 in Paris komponiert. Die Pianistin Yvonne Loriod spielte die Uraufführung am 26. März 1945 in Paris.

## Enthaltene Stücke
I. Regard du Père („Blick des Vaters“)
II. Regard de l’étoile („Blick des Sterns“)
III. L’échange („Der Austausch“)
IV. Regard de la Vierge („Blick der Jungfrau“)
V. Regard du Fils sur le Fils („Blick des Sohnes auf den Sohn“)
VI. Par Lui tout a été fait („Durch ihn ist alles geschaffen worden“)
VII. Regard de la Croix („Blick des Kreuzes“)
VIII. Regard des Hauteurs („Blick der Höhen“)
IX. Regard du Temps („Blick der Zeit“)
X. Regard de l’Esprit de joie („Blick des Geistes der Freude“)
XI. Première communion de la Vierge („Erste Kommunion der Jungfrau“)
XII. La parole toute puissante („Das allmächtige Wort“)
XIII. Noël („Weihnacht“)
XIV. Regard des Anges („Blick der Engel“)
XV. Le baiser de l’Enfant-Jésus („Der Kuss des Jesuskindes“)
XVI. Regard des Prophètes, des Bergers et des Mages („Blick der Propheten, der Hirten und der Weisen“)
XVII. Regard du silence („Blick des Schweigens“)
XVIII. Regard de l’Onction terrible („Blick der furchterregenden Salbung“)
XIX. Je dors, mais mon cœur veille („Ich schlafe, aber mein Herz wacht“)
XX. Regard de l’Église d’amour („Blick auf die Kirche der Liebe“)

## Enthaltene Themen

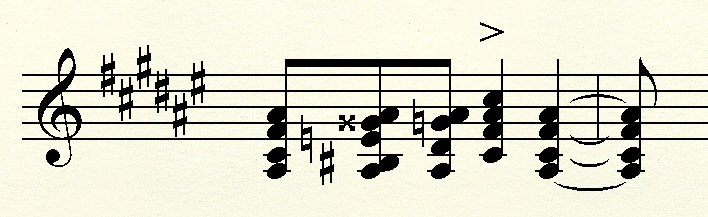
Thème de Dieu

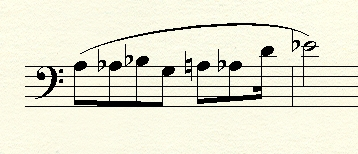
Thème de l’étoile et de la Croix

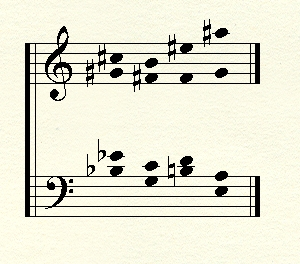
Thème d’accords

Die verschiedenen Themen durchziehen die einzelnen Stücke leitmotivartig und stellen bestimmte Ideen dar.
- Thème de Dieu („Gottesthema“)
- Thème de l’étoile et de la Croix („Thema des Sterns und des Kreuzes“)
- Thème de l’amour mystique („Thema der mystischen Liebe“)
- Thème d’accords („Akkordthema“)
- Thème de danse orientale et plain chantesque („Thema des östlichen Tanzes und Choralgesangs“)
- Thème de joie („Thema der Heiterkeit“)
- 1er Thème („Erstes Thema“, ein vom Komponisten im letzten Stück eingebrachtes Thema)

Das Werk enthält 20 Stücke, die alle zusammen eine Aufführungsdauer von etwa zwei Stunden benötigen. Die musikalischen Meditationen zur Geburt Jesu Christi schließen eine nahezu 15-jährige Schaffensperiode ab, in der theologische Symbolik eine maßgebliche Rolle spielte. Inspirationen zu Vingt Regards sur l’Enfant Jésus entnahm Messiaen unter anderem aus Texten von Johannes vom Kreuz, Thomas von Aquin, Columba Marmion und Theresia von Lisieux sowie aus den Evangelien und dem Missale Romanum.
Jedes der 20 Stücke ist entweder ein Blick auf das Jesuskind oder eine Kontemplation über das Kind. Der zentrale Aspekt des Zyklus ist die Vereinigung menschlicher und göttlicher Natur in Gestalt von Jesus. Die gewählte Reihenfolge der Stücke ergibt deutliche Kontraste in Tempo und Intensität, wurde wohl aber auch aus symbolischen Gründen gewählt: so tritt in jedem fünften Stück, aber auch im sechsten und elften, das „Gottesthema“ auf. So wird beispielsweise die Trinität (1. „Vater“, 5. „Sohn“, 10. „Heiliger Geist“) verdeutlicht. Damit ist das „Gottesthema“ das zentrale Motiv des Zyklus. Das „Thema der mystischen Liebe“ erscheint in den Stücken 6, 19 und 20. Eine Zahlensymbolik offenbart sich etwa darin, dass das Stück „Blick des Kreuzes“ an siebter Stelle und „Blick der Engel“ an vierzehnter Stelle steht (Heilige Zahl 7, die 14 als deren Verdopplung).
Das „Akkordthema“ ist die Grundlage aller Stücke. Es ist nach Messiaen ein „Komplex von Klängen, bestimmt für ständige Variation, als Folge abstrakt präexistent, dabei sehr konkret und leicht an seinen Farben zu erkennen.“ Messiaen verarbeitet zahlreiche rhythmische Kanones, polymodale Stellen und unumkehrbare Rhythmen, in beiden Richtungen vergrößert, fortschreitend beschleunigte oder verlangsamte Zeitwerte, asymmetrische Vergrößerungen, Registerwechsel etc. Zudem verwendet der Komponist zahlreiche Vogelgesänge in diesem Werk, die teilweise wörtlich vorkommen.
Wenige Pianisten spielen heute den vollständigen Zyklus im Konzertsaal, stattdessen werden individuell zusammengestellte Folgen einzelner Stücke bevorzugt, in denen sich Messiaens Ausdrucksreichtum und Klavierstilistik effektvoll demonstrieren lassen.